# Satyricon (Materdea)
Satyricon  è il secondo album della band rock celtica Materdea. I testi e le musiche sono di Simon Papa e di Marco Strega, quest'ultimo si è occupato di tutti gli arrangiamenti. L'album è stato pubblicato con l'etichetta Midsummer's Eve di Torino, di proprietà dei due fondatori della band.

## Tracce
1. Satyricon - 6:41
2. Lady of Inverness - 5:18
3. The Green Man - 5:27
4. Benandantes, Malandantes - 7:19
5. Awareness - 5:16
6. Broomoon - 3:46
7. Castle of Baux (Il Signore di Baux) - 4:36
8. Children of the Gods - 5:49
9. The Little Diviner - 6:06
10. Between the Temple's Walls - 3:51

## Formazione
- Marco Strega - chitarre, voce, programmazione, tastiere
- Simon Papa - voci e percussioni
- Morgan De Virgilis - basso
- Elisabetta Bosio - violino
- Max Gordiani - batteria
- Elena Crolle - tastiere